# По волчьему следу
«По во́лчьему сле́ду» — советский военно-исторический художественный фильм 1976 года режиссёра Валериу Гажиу, снятый на киностудии «Молдова-фильм» по его собственному сценарию, написанному по мотивам воспоминаний легендарного советского военачальника Григория Ивановича Котовского (1881—1925). Премьера фильма состоялась в ноябре 1977 года.

## Сюжет
В основе сюжета лежат воспоминания советского военачальника Григория Ивановича Котовского и его боевых соратников Алексея Гарри, Петра Борисова и Николая Гажалова.
Июль 1921 года. Действие фильма происходит в Тамбовской губернии. Главные силы Антонова разгромлены, и отдельной кавалерийской бригаде Котовского противостоят уцелевшие разрозненные группы. Наиболее крупной из них командовал Матюхин, называвший себя начальником уездной милиции. Переодетые бойцами продотряда матюхинцы самым безжалостным образом отбирали хлеб в близлежащих деревнях, не останавливаясь перед казнями и убийствами.
Находящийся в плену у красных начальник штаба антоновцев, капитан Эктов, согласился участвовать в разработанной чекистами операции. Переодетые в казаков бойцы бригады играли роль прорвавшегося с Дона отряда. Командир бригады выдавал себя за казачьего атамана Фролова. Эктов своим присутствием должен был внушить доверие к прибывшему вооружённому отряду.
Осторожный Матюхин поручил доверенным людям внимательно приглядеться к вновь прибывшим. Некоторые детали заставляли задуматься: те ли они на самом деле, за кого себя выдают. Подозрения усилились, когда влюблённая в Матюхина немая девушка Варвара случайно разглядела на гимнастёрке одного из бойцов пуговицу с пятиконечной звездой. Но она оставила увиденное в тайне, застав Матюхина в компании с очередной любовницей.
На следующий день основные силы повстанцев были выведены из леса для встречи с новыми союзниками. На штабном совещании в деревенской избе Котовский предстал перед собравшимися в своём настоящем облике. После непродолжительного столкновения, используя мощный фактор внезапности, бойцы бригады одержали победу над превосходящими силами обманутого противника.

## В ролях
- Евгений Лазарев — Котовский
- Анатолий Ромашин — Эктов
- Ирина Бразговка — Варвара
- Василе Зубку — Пэвэлаш
- Геннадий Сайфулин — начальник особого отдела
- Виктор Чутак — комиссар бригады
- Серджу Финити — порученец комбрига
- Владимир Шакало — Матюхин
- Геннадий Чулков — Михаил
- Игорь Ледогоров — Макаров
- Алексей Головин — командующий
- Зураб Капианидзе — помощник командира 1-го полка
- Улдис Пуцитис — 1-й чекист
- Вилнис Бекерис — 2-й чекист
- Владимир Пинчук — комиссар 2-го полка
- Фёдор Одиноков — лесник
- Константин Константинов — мельник
- Виктор Косых — матюхинец

## Прокат
В кинопрокате СССР 1977 года фильм занял 20-ю строчку, его посмотрели 20 млн. 200 тыс. зрителей.
Фильм был закуплен Болгарией, Польшей, Чехословакией, КНДР, Монголией, Венгрией и ГДР.